# Michal Klíma (novinář)
Michal Klíma (* 10. ledna 1960 Praha) je český novinář, vydavatel a mediální manažer, předseda správní rady Nadačního fondu obětem holocaustu. Od března 2022 do února 2023 byl vládním zmocněncem pro oblast médií. V roce 2024 byl Senátem potvrzen členem Rady Ústavu pro studium totalitních režimů.

## Život
Maturoval na pražském Akademickém gymnasiu ve Štěpánské ul. Vystudoval České vysoké učení technické v Praze. Absolvoval kurs pro vrcholové novinové manažery na Northwestern University Chicago v USA.
Po skončení vysoké školy pracoval krátce jako programátor ve státním ústavu územního plánování Terplan. Současně pomáhal s ilegálním šířením samizdatových Lidových novin. V prosinci 1989 spoluzakládal nakladatelství a vydavatelství Lidové noviny a od roku 1990 byl jeho ředitelem a později, když se změnilo na akciovou společnost, byl jejím výkonným ředitelem a předsedou představenstva. Od roku 1998 byl výkonným ředitelem vydavatelství Economia vlastněného německým vydavatelstvím Handelsblatt a vydavatelem deníku Wall Street Journal americkou finanční skupinou Dow Jones, později ředitelem dceřiné společnosti Economia Online a pak i generálním ředitelem Economie. Rok poté, kdy Economii koupil Zdeněk Bakala, odešel a později se stal generálním ředitelem slovenského vydavatelství Spoločnosť 7 Plus.
Počátkem devadesátých let spoluzakládal Unii vydavatelů, která se stala prvním vydavatelským sdružením v postkomunistických zemích. Později byl jejím předsedou a české vydavatele také zastupoval ve Světové asociaci novin. Současně byl jejím vice-prezidentem a členem představenstva. Je také členem mezinárodní novinářské organizace International Press institute (IPI) se sídlem ve Vídni.
V devadesátých letech rovněž působil jako člen představenstva První novinové společnosti a byl i předsedou představenstva největší české tiskárny Česká typografie.
V roce 2013 založil spolu s Evou Hanákovou první české vydavatelství tabletových časopisů Tablet Media, které od května 2013 vydávalo týdeník Dotyk. V létě 2015 společnost Tablet Media prodal finanční skupině Penta Investments.
Od listopadu 2015 do prosince 2017 byl předsedou představenstva a generálním ředitelem novinového a časopiseckého vydavatelství VLTAVA LABE MEDIA a.s., vlastněného finanční skupinou Penta Investments. Během tohoto období prošla společnost rozsáhlými změnami a zlepšila své hospodářské výsledky.
Je autorem článků s politickou tematikou (komentáře), zabývá se také médii a novými médii. Publikoval je v Lidových novinách, Hospodářských novinách, týdenících Ekonom, Strategie, Marketing & Media, Marketing Sales Media, v tabletovém týdeníku Dotyk, na webech MediaGuru, Mediář, iHNed, Forum 24 a dalších. V roce 2020 založil vlastní zpravodajský a komentářový web MediaForum.
Z polštiny přeložil v osmdesátých letech poezii polských básníků osmdesátých let, která vyšla v samizdatu, a hru Slawomira Mrožka Velvyslanec, která vyšla v revue Světová literatura 6/1990 a nastudovalo ji Realistické divadlo v Praze v roce 1990.
Je předsedou správní rady Nadačního fondu obětem holocaustu a předsedou spolku Památník Hartmanice, který spravuje Horskou synagogu v Hartmanicích a provozuje v ní expozici o spolužití Čechů, Němců a Židů na Šumavě. Je spoluzakladatelem a členem Českého národního výboru Mezinárodního tiskového institutu IPI.
V srpnu 2020 se stal místopředsedou správní rady Nadačního fondu nezávislé žurnalistiky (NFNZ). V lednu 2022 funkci opustil kvůli nabídce vlády ČR.
V březnu 2022 byl vládou Petra Fialy (SPOLU) jmenován vládním zmocněncem pro oblast médií a dezinformací. Již v únoru 2023 ale vláda pozici zrušila a tím z ní také odvolala Klímu. Vláda Petra Fialy pozici částečně obnovila v květnu 2024, když zřídila funkci vládního koordinátora strategické komunikace, který měl na starosti i dezinformace. Tu obsadila Otakarem Foltýnem.
V červenci 2024 byla Senátem potvrzena jeho sněmovní nominace na člena Rady Ústavu pro studium totalitních režimů. Klíma se už dříve zapojil do sporu ÚSTR k badatelské učebnici soudobých dějin. Kdy se postavil na stranu vedení ÚSTR, které učebnici kritizovalo. I proto se proti Klímově nominaci neúspěšně postavil senátor a historik Martin Krsek (za SEN 21), podle něhož Klímovým angažmá v Radě ÚSTR bude pokračovat politizace rady a bude se pokračovat v černobílém podání historie výrazně z pohledu obětí minulého režimu. Již v červenci 2020 Klíma napsal otevřený dopis děkanovi Filozofické fakulty Univerzity Karlovy Michalu Pullmannovi, v němž ho obvinil z „přispívání k relativizaci komunistických zločinů“. Proti nařčení se bránil jak sám Pullmann, tak se ho zastali také studenti historie na fakultě. Klíma poté napsal další otevřený dopis i jim. Senátor a historik Martin Krsek kritizoval i tyto Klímovy aktivity a ve sporu se postavil na stranu Pullmanna.
Mluví česky, anglicky, polsky, rusky.[zdroj?]

### Rodina
Michal Klíma je synem spisovatele Ivana Klímy a psychoterapeutky a signatářky Charty 77 Heleny Klímové. Je ženatý, s manželkou Janou má dvě děti: dceru Marii (* 1989) a syna Matěje (* 1993). Sestra Hana Pavlátová je výtvarnice.